# دی‌اتیل کربنات
دی‌اتیل کربنات (به انگلیسی: Diethyl carbonate) با فرمول شیمیایی C۵H۱۰O۳ یک ترکیب شیمیایی است. که جرم مولی آن ۱۱۸٫۱۳ g/mol می‌باشد. شکل ظاهری این ترکیب، مایع شفاف است.

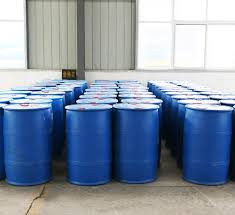